# 城巴5X線

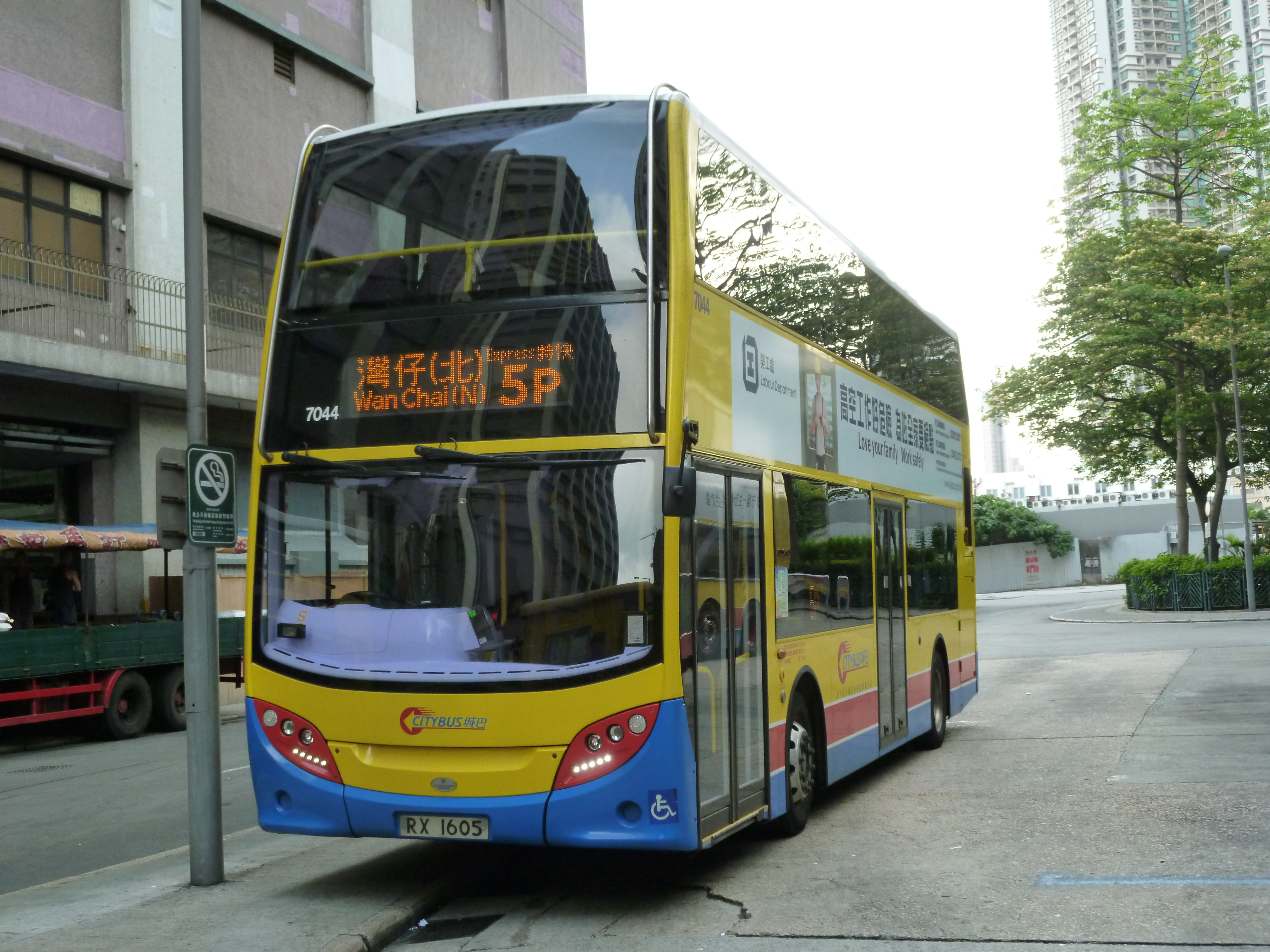
2015年5月9日，堅尼地城西寧街總站開出的最後一班5P

城巴5X線是香港島一條專利巴士路線，來往堅尼地城及銅鑼灣（威非路道）。

## 歷史
- 1997年5月19日：5X線投入服務，取代原有城巴5M（堅尼地城←→金鐘站）的服務，初時來往堅尼地城及灣仔碼頭，以配合四號幹線（林士街天橋及干諾道西天橋）通車，只於平日繁忙時間服務。
- 1999年8月22日：5X線改為每日由早上至黃昏服務。
- 2004年5月31日：城巴新巴西區路線重組，此路線[1]
  - 改為只在平日早上提供由堅尼地城單向往盧押道，以及下午繁忙時間由修頓球場單向往堅尼地城的服務；
  - 往盧押道方向繞經石塘咀一段德輔道西及水街，並增停德輔道西近嘉安街之車站，原位於干諾道西電車廠外的巴士站取消。
- 2008年8月18日：提升為每日全日服務，並延長至銅鑼灣（威非路道），來回程改經林士街天橋。[2][3]
- 2010年8月16日：5X線（往堅尼地城方向）於夜間增加班次，每日銅鑼灣（威非路道）開出的尾班車延長至00:00。
- 2011年8月1日：5X線取消繞經中環（交易廣場）巴士總站並改經康樂廣場，逢星期一至六往銅鑼灣（威非路道）方向的頭班車提早至06:45開出[4]。
- 2015年5月10日：因應港鐵西港島綫通車而作出的西區巴士路線重組計劃，5X線及5P線作出以下改動[5]：
  - 5X線銅鑼灣每日頭班車提早至06:00開出
  - 5P線取消服務
- 2015年9月13日：往堅尼地城方向，於抵達電氣道後改經永興街及英皇道後返回原有路線，不再途經帆船街、銀幕街及琉璃街，並改停永興街站[6]。
- 2016年3月20日：往銅鑼灣方向加停干諾道西中山紀念公園分站[7]。
- 2018年2月12日：增設實時抵站時間查詢服務。[8]

## 服務時間及班次
| 堅尼地城開       | 堅尼地城開  | 堅尼地城開   | 銅鑼灣（威非路道）開 | 銅鑼灣（威非路道）開 | 銅鑼灣（威非路道）開 |
| 日期             | 服務時間    | 班次（分鐘） | 日期                 | 服務時間             | 班次（分鐘）         |
| ---------------- | ----------- | ------------ | -------------------- | -------------------- | -------------------- |
| 星期一至六       | 06:45-19:15 | 25           | 星期一至五           | 06:00                | 06:00                |
| 星期一至六       | 19:15-22:15 | 30           | 星期一至五           | 06:20-18:00          | 25                   |
|                  |             |              | 星期一至五           | 18:00-21:00          | 30                   |
| 21:00-22:00      | 20          |              | 星期一至五           |                      |                      |
| 22:00-00:00      | 30          |              | 星期一至五           |                      |                      |
| 星期六           | 06:00       | 06:00        |                      |                      |                      |
| 星期六           | 06:20-18:00 | 25           |                      |                      |                      |
| 星期六           | 18:00-00:00 | 30           |                      |                      |                      |
| 星期日及公眾假期 | 08:00       | 08:00        | 星期日及公眾假期     | 06:00-00:00          | 30                   |
| 星期日及公眾假期 | 08:20-17:30 | 25           |                      |                      |                      |
| 星期日及公眾假期 | 17:30-18:30 | 30           |                      |                      |                      |
| 星期日及公眾假期 | 18:30-22:15 | 25           |                      |                      |                      |

## 收費
全程：$5.7
- 國際金融中心二期往銅鑼灣（威非路道）：$4.4

| - 本線設有12歲以下小童及65歲或以上長者半價優惠。 - 65歲或以上香港居民使用「樂悠咭」，以及12歲以下合資格殘疾兒童使用「殘疾人士身份」個人八達通繳付車資，均可享有每程$2.0或半價（以較低者為準）的票價優惠；12至64歲合資格殘疾人士使用「殘疾人士身份」個人八達通（包括「樂悠咭」），以及60至64歲香港居民使用「樂悠咭」繳付車資，均可享有每程$2.0或全費（以較低者為準）的票價優惠。 - 65歲或以上長者如使用長者或一般個人八達通繳付車資，則只可享有半價優惠；12至64歲合資格殘疾人士如不使用「殘疾人士身份」個人八達通，以及60至64歲人士如不使用「樂悠咭」繳付車資，必須繳付全費。 - 乘客可以現金或八達通於上車時付款，不設找續。 - 每位成人乘客可免費攜帶最多兩名4歲以下而不佔座位的兒童乘客乘車，超額之4歲以下小童必須繳付小童車費乘車。 - 九龍巴士、城巴及龍運巴士全職員工及家屬（不包括外判職員）可免費乘搭本路線，惟必須拍職員或職員家屬八達通。 - 乘客亦可使用AlipayHK「易乘碼」、支付寶、WeChatHK／微信支付「搭車碼」、銀聯雲閃付「乘車碼」及BOC Pay「乘車碼」、具有感應式支付功能的VISA、Mastercard及銀聯卡，以及Apple Pay、Google Pay及Samsung Pay流動支付平台繳付車資。使用此支付方式的乘客可享有中途下車之分段收費，以及與其他城巴獨營路線或聯營線城巴班次之轉乘優惠，惟不適用於與非城巴路線之轉乘優惠。乘客亦不能享有「公共交通費用補貼計劃」及「長者及合資格殘疾人士公共交通票價優惠計劃」。 |

## 行車路線
堅尼地城開經：西寧街、域多利道、加多近街、吉席街、堅彌地城海旁、德輔道西、水街、干諾道西、林士街天橋、民寶街、民光街、民耀街、康樂廣場、干諾道中、夏慤道、紅棉路支路、金鐘道、軒尼詩道、怡和街、高士威道、興發街、歌頓道、電氣道及威非路道。
銅鑼灣（威非路道）開經：威非路道、興發街、歌頓道、電氣道、永興街、英皇道、銅鑼灣道、摩頓臺、高士威道、伊榮街、邊寧頓街、怡和街、軒尼詩道、金鐘道、德輔道中、雪廠街（皇后大道中、畢打街）、干諾道中、林士街天橋、干諾道西天橋、城西道、西祥街北、西祥街、卑路乍街、域多利道及西寧街。
星期日及公眾假期的班次不經斜體字之路段，改經皇后大道中及畢打街。

### 沿線車站
| 堅尼地城開 | 堅尼地城開           | 堅尼地城開                 | 銅鑼灣（威非路道）開 | 銅鑼灣（威非路道）開 | 銅鑼灣（威非路道）開       |
| 序號       | 車站名稱             | 位置                       | 序號                 | 車站名稱             | 位置                       |
| ---------- | -------------------- | -------------------------- | -------------------- | -------------------- | -------------------------- |
| 1          | 堅尼地城             | 堅尼地城（西寧街）巴士總站 | 1                    | 銅鑼灣（威非路道）   | 銅鑼灣（威非路道）巴士總站 |
| 2          | 西市街               | 域多利道                   | 2                    | 永興街               | 永興街                     |
| 3          | 爹核士街             | 吉席街                     | 3                    | 皇仁書院             | 銅鑼灣道                   |
| 4          | 卑路乍灣公園         | 堅彌地城海旁               | 4                    | 中華游樂會           | 銅鑼灣道                   |
| 5          | 西祥街               | 堅彌地城海旁               | 5                    | 香港中央圖書館       | 摩頓臺                     |
| 6          | 歌連臣街             | 堅彌地城海旁               | 6                    | 怡和街               | 怡和街                     |
| 7          | 堅尼地城游泳池休憩處 | 德輔道西                   | 7                    | 堅拿道東             | 軒尼詩道                   |
| 8          | 山道                 | 德輔道西                   | 8                    | 天樂里               | 軒尼詩道                   |
| 9          | 嘉安街               | 德輔道西                   | 9                    | 廣生行大廈           | 軒尼詩道                   |
| 10         | 水街                 | 水街                       | 10                   | 修頓球場             | 軒尼詩道                   |
| 11         | 中山紀念公園         | 干諾道西                   | 11                   | 晏頓街               | 軒尼詩道                   |
| 12         | 國際金融中心二期     | 民耀街                     | 12                   | 太古廣場             | 金鐘道                     |
| 13         | 郵政總局             | 康樂廣場                   | 13                   | 中銀大廈             | 金鐘道                     |
| 14         | 大會堂               | 干諾道中                   | 14*                  | 匯豐總行大廈         | 德輔道中                   |
| 15         | 金鐘站               | 金鐘道                     | ^                    | 匯豐總行大廈         |                            |
| 16         | 盧押道               | 軒尼詩道                   | ^                    | 畢打街               | 畢打街                     |
| 17         | 史釗域道             | 軒尼詩道                   | 15*                  | 歷山大廈             | 雪廠街                     |
| 18         | 杜老誌道             | 軒尼詩道                   | 16                   | 砵典乍街             | 干諾道中                   |
| 19         | 崇光百貨             | 軒尼詩道                   | 17                   | 西祥街               | 西祥街                     |
| 20         | 維多利亞公園         | 高士威道                   | 18                   | 山市街               | 卑路乍街                   |
| 21         | 興發街               | 興發街                     | 19                   | 聯邦新樓             | 卑路乍街                   |
| 22         | 銅鑼灣（威非路道）   | 銅鑼灣（威非路道）巴士總站 | 20                   | 加惠民道             | 卑路乍街                   |
|            |                      |                            | 21                   | 堅尼地城             | 堅尼地城（西寧街）巴士總站 |

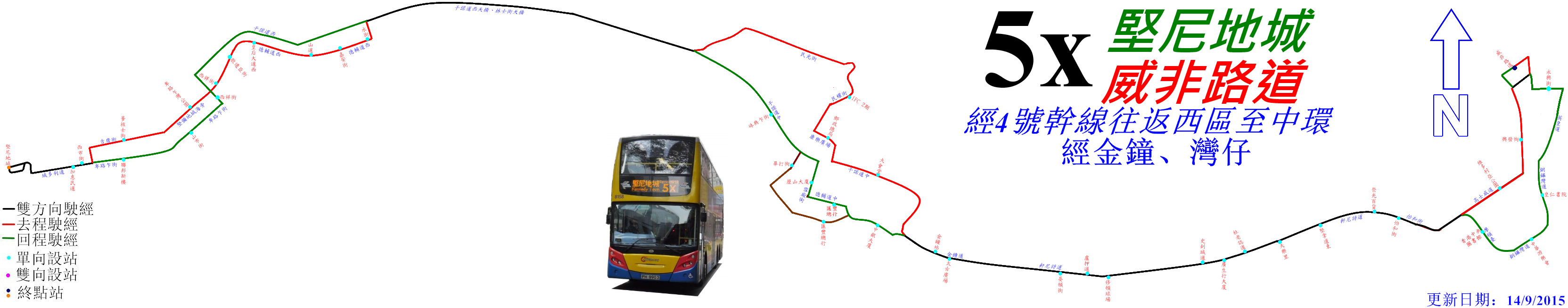
本線的走線圖

- 逢星期日及公眾假期不停有 * 號之車站，改停有 ^ 之車站。

## 使用狀況
本線雖然取道林士街天橋往返西區，但特快效果有限（只限中環至西祥街及水街至中環），再加上收費較1、5B及10線高出一元及班次較疏落，因此客量稍低於上述路線。
雖然特快效果有限，但於港鐵西港島綫通車前，本線肩負起往返西區的主幹路線角色，不少西區居民選擇本線前往中環接駁鐵路，能避免上環一帶塞車，繁忙時間客量不俗，昔日城巴經常使用載客量達140人的「水塘豪」（511-535）行走本線以應付高企的客量。
港鐵西港島綫通車後，本線班次疏落，行車時間遠比港鐵長，因此客量跌幅較大，非繁忙時間從西區出發的班次不時吉車遊街（尤其是城巴於2016年11月起派出12.8米巴士行走本線更明顯見其客量跌幅高，加上班次疏落，選乘1號或較頻密、5B、10線甚至已到達上環，令本線優勢下降），但從銅鑼灣出發的班次偶爾亦有乘客趕時間「見車就上」，不計較本線收費較高，亦有不少不趕時間的西區居民仍選擇本線，因此西行班次客量仍有一定保證。另外，假日路面較暢順，若能成功登上本線，行車時間仍與港鐵匹敵，因此假日客量尚算可觀。
根據歷年相關文件中的資料顯示，本線客量數據如下：
- 2013年：由堅尼地城開出，上午繁忙時段載客率為65-85%，平均為73%；由銅鑼灣開出，上午繁忙時段載客率為18-59%，平均為34%。
- 2014年：繁忙時段的平均載客率約93%，非繁忙時段的平均載客率約54%。
- 2015年：於港鐵西港島綫通車後，最繁忙半小時的平均載客率為55%，客量比通車前的85%下跌30%[9]。
- 2016年：由銅鑼灣開出，上午繁忙時段最高載客率為66%；下午則為42%。該方向近八成乘客於銅鑼灣及灣仔盧押道以東車站登車。

西港島綫通車後，本線客量錄得較大幅度下跌，主要為流失以前從堅尼地城一帶前往中環站或金鐘站轉乘港鐵的乘客，以及受到西港島綫車程較本線快捷等因素影響。